# 短翅鸲属
短翅鸲属（学名：Hodgsonius）是鹟科下的一个属。

## 下属物种
本属包括以下物种：
- 白腹短翅鸲 Hodgsonius phoenicuroides (J.E.Gray & G.R.Gray, 1847)